# 1 E11 m³
Za lažjo predstavo redov velikosti različnih prostornin je tu seznam prostornin med 1011 m³ in 1012 m³.
- manjše prostornine
- 100 km³ (kubičnih kilometrov) je enako ...
  - 1 × 1011 m³
  - takorekoč okroglih 24 kubičnih milj
  - skoraj 16 kubičnih morskih milj
  - kocki s stranico dobrih 4,64 km
  - krogli s polmerom skoraj 2,88 km
- 165 km³ -- prostornina Naserjevega jezera, ko je le-to povsem polno
- večje prostornine